# Сет Грин
Сет Бенџамин Гесел Грин (енгл. Seth Benjamin Gesshel-Green; Филаделфија, Пенсилванија, 8. фебруар 1974), амерички је филмски и телевизијски глумац, продуцент, сценариста и редитељ.
Сет је одлучио да постане глумац са шест година, након што је гледао представу „Здраво, Доли!” док је био у летњем кампу.
Сет Грин је започео глумачку каријеру 1983. године. Једна од његових првих улога била је у филму „Хотел Њу Хемпшир”. Године 1987, Сет је одиграо још једну познату улогу у филму Вудија Алена „Радио дани”, а 1990. године је играо улогу малог Ричарда Тозијера у ТВ филму „Оно”. Много касније, 2005. године, створио је анимирану серију „Робот пиле”. Од 1999. године, позајмљује глас Крису у серијама „Породични момак” и „Шоу Кливленда”. Дао је свој изглед и глас лику Џефу „Џокеру” Мороу у играма „Mass Effect” (2007), „Mass Effect 2” (2010) и „Mass Effect 3” (2012).
Сет Грин је пријатељ Брекина Мејера, Доналда Фејсона и Ејми Смарт. У вези је са глумицом и манекенком Клер Грант од 2008. године, а венчао се њоме 1. маја 2010. Пар живи у Лос Анђелесу.